# Iberochondrostoma lemmingii
Iberochondrostoma lemmingii е вид лъчеперка от семейство Шаранови (Cyprinidae). Видът е световно застрашен, със статут Уязвим.

## Разпространение
Разпространен е в Испания и Португалия.